# لاري رايت (كرة سلة)
لاري رايت (بالإنجليزية: Larry Wright)‏ مواليد 23 نوفمبر 1954 في مونرو، هو مدرب كرة سلة أمريكي ولاعب معتزل. بدأ مسيرته الاحترافية في سنة 1976. تم اختياره من قبل فريق واشنطن ويزاردز خلال الدرافت. يبلغ طوله 6 قدم 1 بوصة (1.9 م). اعتزل اللعب في 1988. فاز بلقب دوري إن بي إيه. أحرز خلال مسيرته في الإن بي إيه 2824 نقطة بمعدل 8.2 نقاط في المباراة الواحدة.

## المسيرة الاحترافية
لعب مع واشنطن ويزاردز من سنة 1976 إلى 1980، ثم لعب مع ديترويت بيستونز من سنة 1980 إلى 1982، ثم لعب مع فيرتوس روما في الدوري الإيطالي من سنة 1982 إلى 1984، ثم لعب مع أماتوري أوديني من سنة 1985 إلى 1987، ثم لعب مع فريق بنك روما في موسم 1987–1988.

## روابط خارجية
- لاري رايت على موقع إن بي أي (الإنجليزية)
- لاري رايت على موقع سبورتس رفرنس (الإنجليزية)
- لاري رايت على موقع ريلجم (الإنجليزية)
- لاري رايت على موقع بروبوليرز (الإنجليزية)
- لاري رايت على موقع كلية كرة السلة في سبورتس رفرنس.كوم (الإنجليزية)